# Маклинток!
«Маклинток!» (англ. McLintock!) — кинофильм режиссёра Эндрю Маклаглена, вышедший на экраны в 1963 году. Сценарий, написанный Джеймсом Эдвардом Грантом, позже был новеллизирован Ричардом Уормсером. В настоящее время лента находится в общественном достоянии.

## Сюжет
Джордж Вашингтон Маклинток — крупнейший в округе скотовод; ему принадлежат многочисленные стада и пастбища, его имя носит находящийся здесь городок. Как человеку, обладающему властью, ему приходится решать возникающие проблемы: то на равнинах появятся переселенцы, не осознающие всех трудностей фермерства на этой засушливой земле, то правительство своими неразумными действиями спровоцирует индейцев на ответные действия. Со всем приходится разбираться Маклинтоку. Одним прекрасным утром у него становится ещё одной проблемой больше: в городке после двухлетнего отсутствия появляется его жена Кэтрин, намеренная получить развод и увезти на Восток их дочь, которая на днях должна вернуться домой. Кэтрин стремится вести светский образ жизни и терпеть не может своего грубияна-мужа и примитивные вкусы Дикого Запада. Однако Маклинток не намерен так просто сдаваться и попробует укротить строптивую супругу…

## В ролях
- Джон Уэйн — Джордж Вашингтон Маклинток[1]
- Морин О'Хара — Кэтрин Маклинток, его жена
- Стефани Пауэрс — Ребекка Маклинток, их дочь
- Патрик Уэйн — Девлин Уоррен
- Джек Крушен — Джейк Бирнбаум
- Чилл Уиллс — Драго
- Ивонн де Карло — Луиза Уоррен
- Джерри Ван Дайк — Мэтт Дуглас мл.
- Эдгар Бьюкенен — Банни
- Брюс Кэбот — Бен Сейдж
- Эдвард Фолкнер — юный Бен Сейдж
- Мари Бланчард — Камилла
- Строзер Мартин — Агард
- Хэнк Уорден — Кудрявый Флетчер
- Лео Гордон — Джонс